# Pugos Corona
La Pugos Corona è una struttura geologica della superficie di Venere.